# Lista celor mai mari arii naturale protejate din lume

Parcul Național din nord-estul Groenlandei din Danemarca, cea mai mare arie naturală protejată din Europa

Lista celor mai mari arii naturale protejate din lume clasifică zonele naturale care constituie subiectul unei protecții sporite în scopul conservării calităților naturale recunoscute (arie naturală protejată).

## Preambul
Ariile naturale protejate pot include zone terestre sau marine și sunt clasificate pe categorii, cel mai răspândit sistem de clasificare fiind cel al Uniunii Internaționale pentru Conservarea Naturii. IUCN definește aria naturală protejată ca fiind „un spațiu geografic clar definit, recunoscut, dedicat și gestionat prin mijloace legale și eficiente, pentru a realiza conservarea pe termen lung a naturii, împreună cu serviciile ecosistemice și valorile culturale asociate”.
În decembrie 2022, părțile Convenției privind diversitatea biologică au ajuns la un acord istoric pentru a opri și inversa pierderea fără precedent a biodiversității, prin adoptarea Cadrului global pentru biodiversitate Kunming-Montreal. Acesta solicită guvernelor, companiilor și societății să ia măsuri urgente până în 2030 pentru a pune capăt crizei biodiversității și stabilește o țintă de „cel puțin 30% [acoperire] a apelor terestre și interioare, precum și a zonelor marine și costiere” până în 2030.
În 2024, fuseseră înregistrate la nivel global 302.934 arii naturale protejate care acopereau o suprafață totală de 54,29 milioane km2. Dintre acestea, 284.242 erau zone terestre (22,06 milioane km2, 17,58% din total), iar 18.692 erau zone marine (30,24 milioane km2, 8,44% din total).

## Lista celor mai mari arii naturale protejate din lume
| Loc | Imagine | Nume | Țară          | Locație                                                                | Suprafață (km2) | Anul înființării | Coordonate                                      | Note                 |
|     |         | |               |                                                                        |                 |                  |                                                 |                      |
| --- | ------- | --- | ------------- | ---------------------------------------------------------------------- | --------------- | ---------------- | ----------------------------------------------- | -------------------- |
| 1   |         | Marae Moana (în engleză Marae Moana) | Insulele Cook | Insulele Cook                                                          | 2.278.074       | 2017             | 21°14′00″S 159°46′00″V / 21.23333°S 159.76667°V | [ P 1 ]              |
| 2   |         | Zona marină protejată din regiunea Mării Ross (în engleză Ross Sea Region Marine Protected Area\|Ross Sea Region Marine Protected Area)                        | Antarctica    | Marea Ross                                                             | 2.090.027       | 2016             | 75°00′00″S 175°00′00″V / 75.00000°S 175.00000°V | [ P 2 ] [ 4 ]        |
| 3   |         | Rezervația Naturală Națională a Teritoriilor Australe Franceze (în franceză Réserve naturelle nationale des Terres australes françaises)                       | Franța        | Teritoriile australe și antarctice franceze                            | 1.662.000       | 2006             | 49°08′23″S 69°34′52″E / 49.13972°S 69.58111°E   | [ P 3 ] [ 5 ] [ 6 ]  |
| 4   |         | Monumentul Național Marin Papahānaumokuākea (în engleză Papahānaumokuākea Marine National Monument)                                                            | Statele Unite | Hawaii și Atolul Midway                                                | 1.508.846,77    | 2006             | 25°42′00″N 171°44′00″V / 25.70000°N 171.73333°V | [ P 4 ]              |
| 5   |         | Parcul Natural Marea Coralilor (în franceză Parc naturel de la mer de Corail)                                                                                  | Franța        | Noua Caledonie                                                         | 1.292.967       | 2014             | 21°12′11″S 165°21′00″E / 21.20306°S 165.35000°E | [ P 5 ]              |
| 6   |         | Monumentul Național Marin al Patrimoniului Insulelor Pacificului (în engleză Pacific Islands Heritage Marine National Monument)                                | Statele Unite | Oceanul Pacific                                                        | 1.270.508,74    | 2009             | 16°45′00″N 169°31′00″W / 16.75°N 169.516667°V   | [ P 6 ]              |
| 7   |         | Zona marină protejată a Georgiei de Sud (în engleză South Georgia Marine Protected Area)                                                                       | Regatul Unit  | Georgia de Sud și Insulele Sandwich de Sud                             | 1.240.000       | 2012             | 54°24′00″S 36°42′00″W / 54.400°S 36.700°V       | [ P 7 ]              |
| 8   |         | Parcul Marin Marea Coralilor (în engleză Coral Sea Marine Park)                                                                                                | Australia     | Marea Coralilor                                                        | 989.836,05      | 2018             | 17°13′34″S 151°22′48″E / 17.226°S 151.380°E     | [ P 8 ] [ 7 ]        |
| 9   |         | Parcul Național din nord-estul Groenlandei (în daneză Grønlands Nationalpark)                                                                                  | Danemarca     | Groenlanda                                                             | 972.000         | 1974             | 76°00′00″N 30°00′00″V / 76.00000°N 30.00000°V   | [ P 9 ]              |
| 10  |         | Zonele de protecție a leilor de mare Steller (în engleză Steller Sea Lion Protection Areas)                                                                    | Statele Unite | Alaska                                                                 | 869.205,58      | 2002             |                                                 | [ 8 ]                |
| 11  |         | Rezervația marină a Insulelor Pitcairn (în engleză Pitcairn Islands Marine Reserve)                                                                            | Regatul Unit  | Insulele Pitcairn                                                      | 841.909,96      | 2016             | 25°04′00″S 130°06′00″V / 25.06667°S 130.10000°V | [ P 10 ]             |
| 12  |         | Rezervația Biosferei Cerrado (în portugheză Reserva da Biosfera do Cerrado)                                                                                    | Brazilia      | Goiás, Maranhão, Piauí, Tocantins și Districtul Federal                | 762.397,8       | 1994             | 15°33′40″S 47°36′29″W / 15.561°S 47.608°V       | [ 9 ]                |
| 13  |         | Zona marină protejată a Teritoriului Britanic din Oceanul Indian (în engleză British Indian Ocean Territory Marine Protected Area)                             | Regatul Unit  | Teritoriul Britanic din Oceanul Indian (zonă revendicată de Mauritius) | 640.000         | 2010             | 6°10′00″S 72°00′00″E / 6.16667°S 72.00000°E     | [ 10 ] [ 11 ] [ 12 ] |
| 14  |         | Zona marină și costieră protejată Rapa Nui (în spaniolă Área Marina Costera Protegida Rapa Nui)                                                                | Chile         | Insula Paștelui (Rapa Nui)                                             | 579.368         | 2018             | 27°07′12″S 109°21′00″V / 27.12000°S 109.35000°V | [ P 11 ]             |
| 15  |         | Sanctuarul Marin Național Palau (în engleză Palau National Marine Sanctuary)                                                                                   | Palau         | Palau                                                                  | 502.538,78      | 2015             | 7°30′00″N 134°30′00″E / 7.50000°N 134.50000°E   | [ P 12 ]             |
| 16  |         | Zona de protecție bentonică Kermadec (în engleză Kermadec Benthic Protection Area)                                                                             | Noua Zeelandă | Insulele Kermadec                                                      | 469.276,1       | 2007             | 29°16′37″S 177°55′24″V / 29.27694°S 177.92333°V | [ P 13 ]             |
| 17  |         | Aria protejată marină a Insulei Ascension (în engleză Ascension Island Marine Protected Area)                                                                  | Regatul Unit  | Insula Ascension                                                       | 445.000         | 2019             | 7°56′00″S 14°22′00″W / 7.933333°S 14.366667°V   | [ P 14 ]             |
| 18  |         | Aria protejată Insulele Phoenix (în engleză Phoenix Islands Protected Area)                                                                                    | Kiribati      | Insulele Phoenix                                                       | 408.250         | 2006             | 3°38′59″S 172°51′27″W / 3.649722°S 172.8575°V   | [ P 15 ]             |
| 19  |         | Zona de protecție a mediului Trindade și Martin Vaz (în portugheză Área de Proteção Ambiental Trindade e Martim Vaz)                                           | Brazilia      | Arhipelagul Trindade e Martim Vaz                                      | 403.847,07      | 2018             | 20°31′30″S 29°19′30″V / 20.52500°S 29.32500°V   | [ P 16 ]             |
| 20  |         | Zona de protecție a mediului din Arhipelagul Sfântul Petru și Sfântul Pavel (în portugheză Área de Proteção Ambiental do Arquipélago de São Pedro e São Paulo) | Brazilia      | Arhipelagul Sfântul Petru și Sfântul Pavel                             | 384.125,25      | 2018             | 0°55′02″N 29°20′44″V / 0.91722°N 29.34556°V     | [ P 17 ]             |
| 21  |         | Parcul Marin al Marii Bariere de Corali (în engleză Great Barrier Reef Marine Park)                                                                            | Australia     | Marea Barieră de Corali                                                | 348.700         | 1981             | 18°34′04″S 148°33′19″E / 18.56778°S 148.55528°E | [ P 18 ]             |
| 22  |         | Zona de protecție privind pescuitul în cușcă în ape adânci din vestul Oceanului Atlantic (în engleză Offshore Trap/Pot Waters Area)                            | Statele Unite | Oceanul Atlantic                                                       | 336.100,84      | 1997             |                                                 | [ 8 ]                |
| 23  |         | Aria protejată marină Tuvaijuittuq (în engleză Tuvaijuittuq Marine Protected Area)                                                                             | Canada        | Insula Ellesmere                                                       | 319.411         | 2019             | 83°10′00″N 84°50′00″V / 83.16667°N 84.83333°V   | [ 13 ]               |
| 24  |         | Parcul marin Nazca-Desventuradas (în spaniolă Parque Marino Nazca-Desventuradas)                                                                               | Chile         | Insulele Desventuradas, Regiunea Valparaíso                            | 300.035         | 2016             | 26°19′12″S 80°00′00″W / 26.3200°S 80.00°V       | [ P 19 ]             |
| 25  |         | Rezervația Biosferei Pădurea Atlantică (în portugheză Reserva da biosfera da Mata Atlântica)                                                                   | Brazilia      | Pădurea Atlantică (15 state braziliene)                                | 294.734,84      | 1993             | 25°23′20″S 48°33′22″W / 25.388872°S 48.556029°V | [ P 20 ] [ 14 ]      |
| 26  |         | Rezervația Biosferei Pantanal (în portugheză Reserva da Biosfera do Pantanal)                                                                                  | Brazilia      | Goiás, Mato Grosso și Mato Grosso do Sul                               | 251.569,05      | 2000             | 17°39′21″S 57°21′32″W / 17.6559°S 57.359°V      | [ 15 ]               |